# 루이스 곤살레스 (외야수)
루이스 에밀리오 곤살레스(스페인어: Luis Emilio Gonzalez, 1967년 9월 3일 ~ )는 전 메이저 리그 베이스볼의 외야수이다. "곤조"라는 별명으로 알려지고 쿠바계 미국인으로 곤살레스는 애리조나 다이아몬드백스와 자신의 최고 세월들을 보내고 그 팀의 역사상 가장 인기 있는 선수들 중의 하나였다. 그는 다이아몬드에게 그들의 처음이자 단 하나의 월드 시리즈 타이틀을 준 2001년 월드 시리즈의 7번째 경기에서 마리아노 리베라에 경기를 우승한 안타를 가하였다.

## 어린 시절
플로리다주 탬파의 이웃 웨스트탬파에서 자라온 곤살레스는 어릴적의 친구 티노 마르티네스와 함께 1985년 토머스 제퍼슨 고등학교를 졸업하였다. 고등학교를 졸업 후, 그는 자신이 베이스볼 아메리카의 전신입생 세컨드팀의 명예들을 얻은 사우스앨라배마 대학교에서 수학하였다. 그는 1988년 아마추어 드래프트의 4번째 라운드에서 휴스턴 애스트로스에 의하여 드래프트되었다. 곤살레스는 포스트 248을 위하여 아메리칸 군단 야구에서 활약하였다. 포스트 248의 동문은 루 피니엘라, 토니 라루사, 티노 마르티네스와 게리 셰필드를 포함한다.

## 프로 경력

### 휴스턴 애스트로스
곤살레스는 1990년 9월 4일 자신의 메이저 리그 데뷔를 하였다. 그는 4개의 안타(2개의 2루타)와 함께 그해 시즌의 나머지를 끝냈다.
1991년은 곤살레스의 경력의 첫 완전한 시즌이 되었다. 그해의 동안에 그는 13개의 홈런과 69개의 타점과 함께 .254점을 타구하였다.
1992년 그는 10개의 홈런과 55개의 타점과 내셔널 리그의 지도적인 희생적 플라이와 함께 .300점을 타구하였다.
1994년에 그는 8개의 홈런과 67개의 타점과 함께 .273점을 타구하였다. 그의 1995년 시즌은 .258점의 타구 평균, 6개의 홈런과 35개의 타점과 함께 시작되었다.

### 시카고 컵스
곤살레스는 스콧 서베이스와 함께 릭 윌킨스를 위하여 시카고 컵스로 이적되었다.
곤살레스는 7개의 홈런과 34개의 타점과 함께 .290점을 타구하면서 컵스와 함께 1995년 시즌을 끝냈다.
그 해의 전체로서 곤살레스는 자신이 애스트로스와 컵스를 위하여 활약하는 동안에 합쳐진 .276점의 평균, 13개의 홈런과 69개의 타점을 가졌다.
1996년 그는 15개의 홈런과 79개의 타점과 함께 .271점을 타구하였다.

### 애스트로스와 두번째 병역
1997년 곤살레스는 애스트로스로 돌아가는 데 1년 계약을 맺었다. 그 해의 동안에 그는 10개의 홈런과 68개의 타점과 함께 .258점을 타구하였다.

### 디트로이트 타이거스
곤살레스는 1998년 디트로이트 타이거스를 위하여 1년 계약을 맺었으며, 23개의 홈런과 71개의 타점과 함께 .267점을 타구하였다.

### 애리조나 다이아몬드백스
1999년 곤살레스는 카림 가르시아를 위하여 다이아몬드백스로 이적되었다. 곤살레스는 애리조나와 함께 자신의 재직 기간 중에 스타 선수가 되기 시작하였다.
그해에 그는 경력 최고의 .336점을 치며 다이아몬드백스가 즉시 타이틀 논쟁으로 들어가는 데 도움을 주어 206개의 안타에서 내셔널 리그를 지도하고,
디비전 플레이오프 시리즈에서 뉴욕 메츠에게 패하기 전에 내셔널 리그 서부 디비전을 우승하는 데 도움을 주었다. 그는 그해에 자신의 첫 올스타 팀으로 선발되었다.
2000년 다이아몬드백스는 자신들의 디비전에서 3위를 하였다. 그는 31개의 홈런을 강타하고 192개의 안타를 쳤다.
2001년 자신이 57개의 홈런을 칠 때 그는 많은 것을 놀라게 하였으며, 하나의 시즌을 위한 개인 전력과 아무 다른 시즌에서 자신이 쳤을 만큼 2배로 많은 시즌이었다.
총계는 왼손잡이 타자를 위하여 내셔널 리그 역사상 3번째로 가장 많았다. 곤살레스는 자신의 2번째 올스타 팀에 선발되었고 198개의 안타와 함께 내셔널 리그에서 2위를 하였다. 그는 또한 그해에 홈런 더비를 받기도 하였다.
다이아몬드백스는 그해에 월드 시리즈에 도달하고 1루에서 시작한 자신의 어릴적 친구 티노 마르티네스가 나온 뉴욕 양키스를 향하였다.
절정의 순간에서 곤살레스는 2 대 2로 득점과 함께 7번째 경기의 9회 말에서 판금으로 들어왔다. 양키스의 투수는 특히 공식 이후의 시즌에 좋은 기록과 함께
경기의 가장 공포를 가진 최종회들 중의 하나인 마리아노 리베라였다. 곤살레스는 리베라의 0 대 1 투구에서 휘둘고 애리조나 다이아몬드백스를 위한
첫 프랜차이즈 월드 시리즈 타이틀을 보증한 외야수로 경기를 우승하는 1루타를 쳤다.
그는 또한 2002년과 2003년에 올스타 팀들로 선발되기도 하였다. 2002년 시즌 동안에 곤살레스는 4월 15일 봄 훈련 경기가 1만 달러에 팔린 동안에
자신에 의하여 씹은 검의 조각으로서 명성을 받았다. 사는 사람은 검의 제품 퀜치의 제조자이며 뮬러 스포츠 의학 주식회사의 커트 뮬러였다.
2004년 8월에 자신이 토미 존 수술을 받을 때 자신의 시즌이 일찍 끝났어도 5월 22일 곤살레스는 플로리다 말린스를 상대로 경기에서 자신의 2000번째 경력 안타를 얻었다. 2005년 그는 올스타 팀에 5번째로 선발되었다. 2006년 4월 18일 그는 자신의 500번째 경력 2루타를 얻어 메이저 리그 역사상 500개의 2루타와 300개의 홈런을 치는 데 20번째 선수가 되었다. 5월 13일 그는 리그 역사상 가장 많은 2루타들을 위한 스포츠 사상 38위를 위하여 베이브 루스를 통과하였다.
6월 15일 애리조나 퍼블릭은 특약 기고가 E. J. 몬티니의 다이아몬드백스의 감독 총사원 켄 켄드릭와 인터뷰를 발간하였다. 인터뷰에서 켄드릭은 곤살레스가 이용한 약물을 주장한 소문을 꺼냈다. 거기서 켄드릭은 곤살레스를 경기력 향상 약물을 사용에 절대 고발하지 않았다. 팀이 연방 요원들이 구원 투수 제이슨 그림즐리의 집에서 그가 인간 성장 호르몬과 다른 경기력 향상 약물의 분배자였던 증거를 찾았다는 것을 알아차린 후, 그림즐리가 팀에서 나온지 8일 후에 인터뷰가 들어왔다. 6월 16일 화가 난 곤살레스는 자신이 절대 약물을 복용하지 않은 것을 부인하는 데 기자 회견을 불렀다.

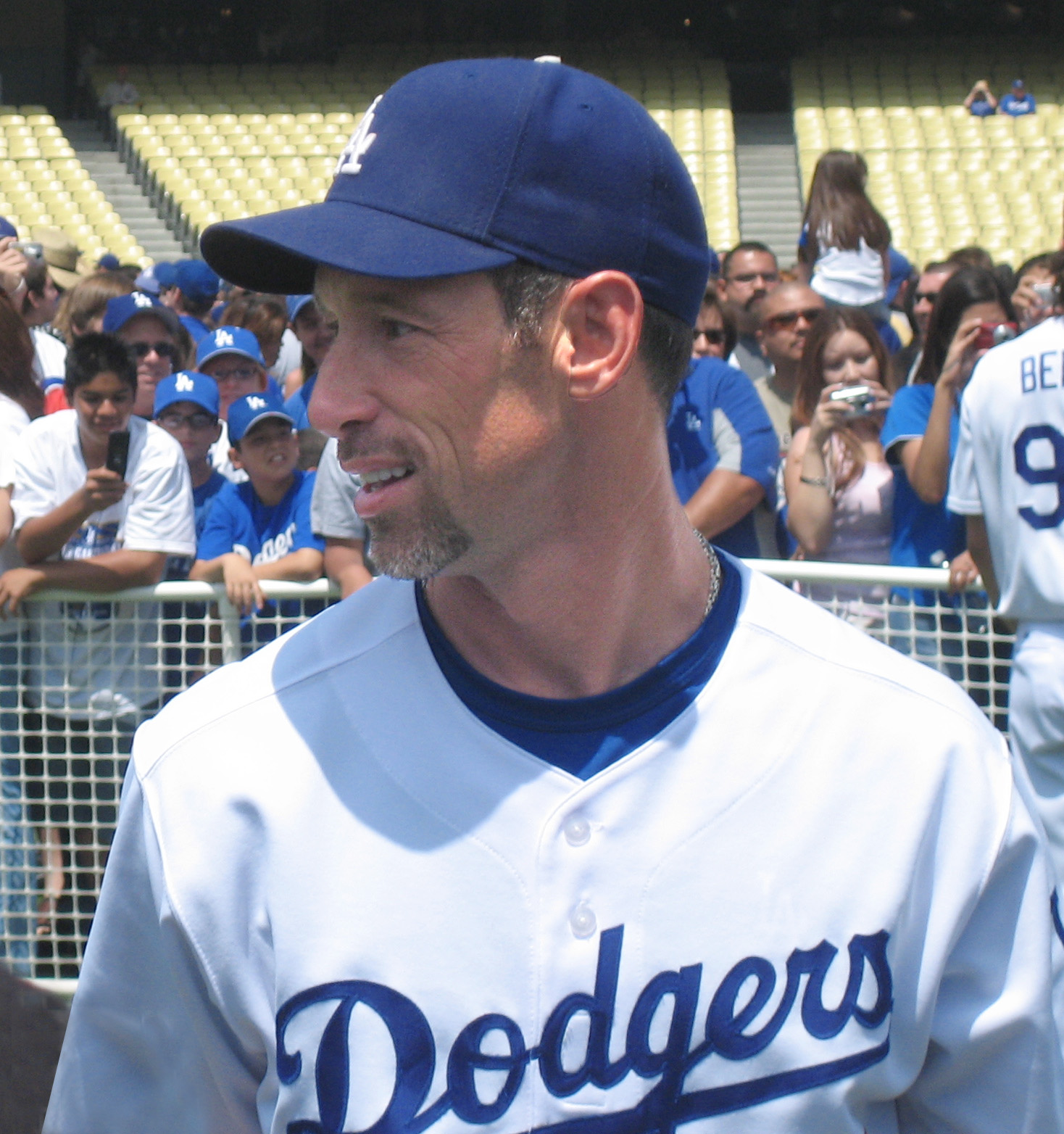
로스앤젤레스 다저스 활약 시절의 곤살레스

### 로스앤젤레스 다저스
2006년 9월 14일 다이아몬드백스는 그해 시즌 이후 곤살레스에 재계약을 맺는 데 1천 1백만 달러의 팀 선택을 얻지 않으려는 공고를 하였다. 12월 7일 곤살레스는 2007년 시즌을 위하여 7백만 달러를 위하여 로스앤젤레스 다저스와 1년 계약을 맺었다.
곤살레스는 샌프란시스코 자이언츠의 배리 지토를 상대로 2007년 4월 8일 일요일에 다저스 선수로서 자신의 첫 홈런을 쳤다. 그는 그 경기에서 2개의 홈런을 더 쳤다. 다저스와의 자신의 단 하나의 시즌에서 그는 공격적으로 생산력을 가졌으나 방어적으로 분투하였다. 시즌을 통하여 많은 시간들에 그는 자신의 나쁜 방어에 경기의 예정에서 늦게 불러낼 것이었다. 시즌의 말기를 향하여 그는 당시 다저스의 톱 가망 선수 맷 켐프의 회의에 벤치에 앉혔다. 그는 그것에 대하여 속이 상하였고, 공동적으로 시즌이 끝나기 전에 자신이 다저스로 복귀하는 데 흥미가 없었다고 말하였다. 그해에 그는 15개의 홈런과 68개의 타점과 함께 .278점을 쳤다.

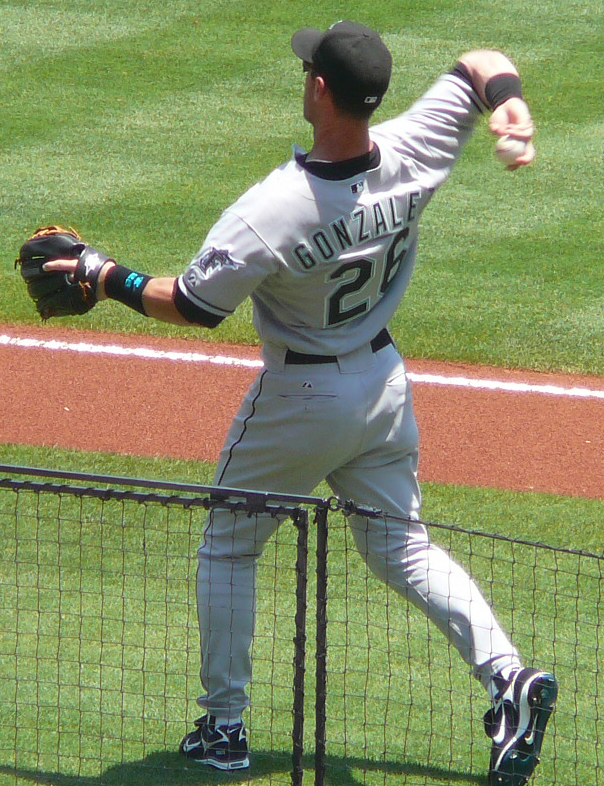
2008년의 곤살레스

### 플로리다 말린스
2008년 2월 7일 그는 플로리다 말린스와 계약을 맺었다. 소문에 의하면 그 정책이 하나의 시즌을 위하여 2백만 달러의 가치가 있었다. 곤살레스는 그해에 말린스를 위하여 136개의 경기에서 활약하여 .261점을 쳤다.

### 은퇴
2009년 8월 29일 곤살레스는 자신의 은퇴를 발표하고 회장에 특별 보조인으로서 다이아몬드백스의 본부에 가입하였다. 2010년 더욱 나가서 다이아몬드백스는 그의 등번호 20번을 가지는 데 곤살레스가 첫 다이아몬드백스의 선수가 될 것을 공고하여 8월 7일에 영구 결번을 시켰다.

## 다른 활동들
비지니스맨이며 중개인 앤서니 콘티와 함께 독점적으로 대학생들을 위하여 새로운 사회적 네트워크 웹사이트를 개발하는 피닉스에 기지를 둔 회사 IsTalking, LCC를 창립하였다. 회사는 ASUIsTalking.com으로 불리는 애리조나 주립 대학교와 함께 새로운 사회적 네트워크를 발포하였다. 그는 또한 그 250,000명의 회원들을 위한 독점적인 온라인 사회적 네트워크가 되는 데 애리조나 주립 대학교 동문회와 함께 협력을 형성하기도 하였다.
곤살레스는 최근에 내셔널 리그 디비전 시리즈의 ESPN 라디 방송들에 흥미와 상상을 자극하기 위하여 곁들인 프로의 시사 해설자로 지내고 또한 2006년 내셔널 리그 챔피언십 시리즈의 폭스 스포츠 텔레비전 방송에서 일하기도 하였다.
곤살레스는 전에 애리조나주 길버트의 다운타운에 위치한 곤조스라 불리는 식당을 소유하고 운영하였다. 그 식당은 이름을 몇번이나 바꾸고 2007년 3월로 봐서 "더 그레인 벨트"로 불리었다. 식당은 2009년에 폐문하였다. 2012년 포스티노스가 그 장소에 3번째 애리조나주 위치를 열었다. 곤살레스는 공화당의 현저한 당원이다. 애리조나 주의 주민으로서 그는 2006년 재선을 위하여 자신의 입찰을 이긴 애리조나 주의 주니어 상원의원 존 킬을 위하여 보증을 위한 편지를 썼다. 그는 또한 애리조나 주의 다른 상원의원 존 매케인을 보증하기도 하였다. 곤살레스는 슈네프 농장의 해마다 열리는 명성 미궁을 위하여 퀸크리크에서 옥수수밭 미궁을 위한 명성의 표면이기도 하다. 곤살레스는 거기에 나오는 데 첫 지방 명성인이며, 과거에는 오프라 윈프리, 래리 킹과 제이 레노도 나왔다.
곤살레스는 현재 재정과 의학적으로 어려움들을 통하여 전 메이저 리그, 마이너 리그와 니그로 리그의 선수들을 돕는 데 봉납된 비영리적 기구인 야구 보조팀의 위원회의 회원으로 지내고 있다.
다이아몬드백스는 템페에 있는 템페비치 공원에 그의 이름을 딴 리틀 리그의 구장을 지었다.
곤살레스는 2011년 7월 9일 피닉스에서 열린 메이저 리그 베이스볼 올스타 팬 축제에서 히스패닉 유산 야구 박물관 명예의 전당에 헌액되었다.

## 개인 생활
곤살레스와 그의 가족(부인 크리스틴과 세쌍둥이 자식들 메건, 제이컵과 앨리사를 포함)은 애리조나주 스코츠데일에 살고 있다.